# Union des Femmes du Niger
Die Union des Femmes du Niger (kurz UFN) war eine Frauenorganisation in Niger. Sie bestand von 1959 bis 1974.

## Geschichte

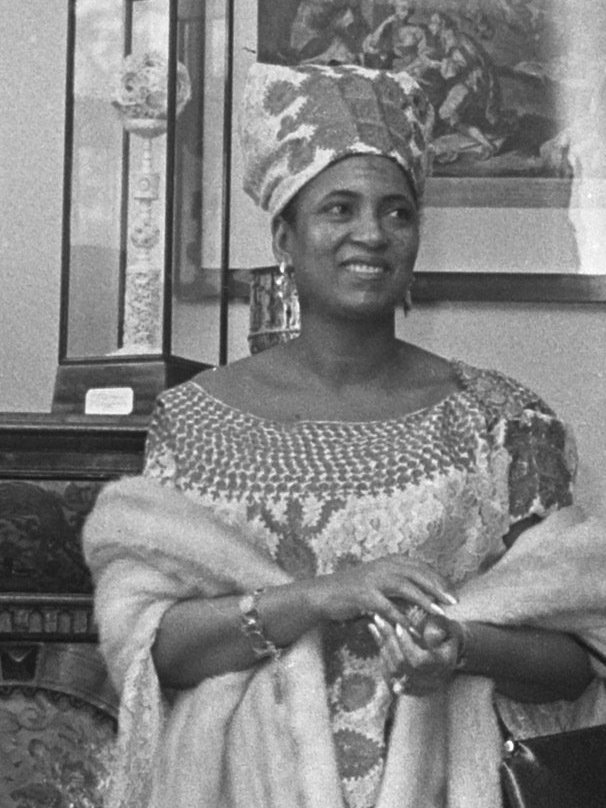
Aïssa Diori, die Ehrenvorsitzende der Union des Femmes du Niger (1968)

Die Union des Femmes du Niger (französisch für „Union der Frauen Nigers“) wurde am 17. März 1959 registriert. Sie ging aus der 1956 gegründeten Association des Femmes hervor, dem historisch ersten Frauenverband Nigers, der eine Allianz von Frauen aus der Hauptstadt Niamey gewesen war. Die UFN war der regierenden Nigrischen Fortschrittspartei (PPN-RDA) angeschlossen. Aïssa Diori, die Ehefrau von Staatspräsident Hamani Diori, fungierte als Ehrenvorsitzende. Die Präsidentin der UFN war die Lehrerin Fatou Djibo. Auch die beiden Vizepräsidentinnen waren Lehrerinnen. Ein weiteres bekanntes Mitglied war die Unternehmerin Jeannette Schmidt Degener.
Zusammenschlüsse von Frauen zur Selbsthilfe hatten in Niger bereits eine längere Tradition. Die Union des Femmes du Niger erweiterte diese Ausrichtung auf politische Forderungen. Das übergeordnete Ziel der Organisation war die Gleichberechtigung von Frauen und Männern. Sie förderte die Bildung von Frauen, die Verbesserung von sanitären Einrichtungen und die Schaffung von frauenspezifischen Arbeitsplätzen. Sie gehörte auch zu den finanziellen Unterstützern des Nigrischen Nationalmuseums. Kein Erfolg beschieden war der UFN bei ihren Forderungen nach Gesetzesreformen zu Eherecht und Brautpreis sowie zur Einführung eines Familienrechts. UFN-Mitglieder bemühten sich auch auf die Kandidatenliste zu den Parlamentswahlen von 1970 zu kommen, tatsächlich war darauf dann keine einzige Frau vertreten.
Das Ende der Union des Femmes du Niger kam mit dem Militärputsch vom 15. April 1974, bei dem sämtliche bestehende politischen Strukturen aufgelöst wurden. Unter der Herrschaft des Obersten Militärrats wurde 1975 mit der Association des Femmes du Niger eine Nachfolgeorganisation gegründet.